# Bonifacio III de Toscana
Bonifacio III  de Canossa o Bonifacio III de Toscana (985-San Martino dall'Argine, 6 de mayo de  1052) fue margrave de Toscana desde 1027 hasta su muerte. Padre de Matilde de Canossa, fue uno de los señores más poderosos de su tiempo.

## Biografía

### Los orígenes
Bonifacio era hijo de Tedaldo de Canossa (hijo de Adalberto Atto llamado Attone) y de Willa (hija de Adimaro, a su vez hijo de Bonifacio II, duque de Spoleto y perteneciente a la dinastía de los Hucpoldingi), probablemente el segundo hijo. De su padre heredó los condados de Modena, Reggio Emilia, Mantova, Brescia, Ferrara;; de su madre el control de latifundios en la Toscana (entre Florencia, Lucca, Pisa, Pistoia). Más tarde fue nombrado Margrave ('dux') de Toscana (1027).
La familia Canossa basó su poder no en concesiones feudales de territorios y castillos, sino en los derechos conquistados y las propiedades alodiales sustanciales de la familia. Habían ampliado su patrimonio principalmente a través de la compra de tierras o del intercambio de bienes, tratando de vender bienes dispersos a favor de la creación de un núcleo de propiedad de tamaño considerable, pero también gracias a la prudente gestión de los matrimonios. Además, los canosianos estaban perfectamente integrados en el sistema que procuraba los cargos eclesiásticos a cambio de dinero (simonia) y también fueron expertos administradores de bienes ajenos: muchos señores o eclesiásticos lejanos demandaban la gestión de castillos y villas que en ocasiones quedaron como patrimonio de Canossa. Algunos contratos estipulados por Bonifacio preveían la "precaria", que era una ocupación de tres generaciones a cambio de otros bienes; pero bastaba que el ocupante no correspondiera a la palabra dado para que se obtuviera el feudo. Finalmente, estaban las verdaderas y propias expropiaciones violentas de los bienes deseados: varias veces el mismo Bonifacio no tuvo escrúpulos en tomar las propiedades de las iglesias locales con las armas.

### El ascenso

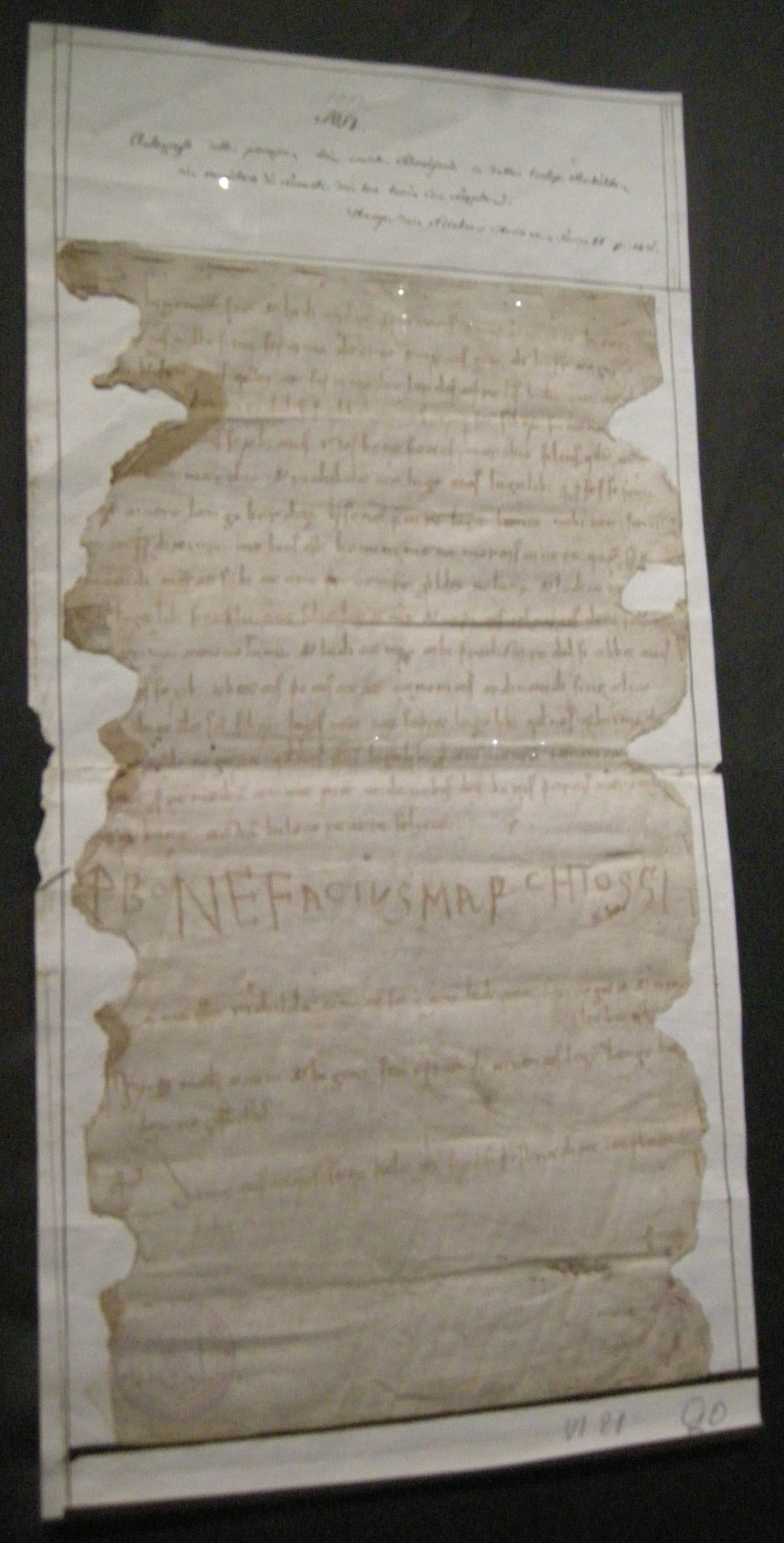
Museo Diocesano de Nonantola, Bonifacio di Canossa y su esposa gestionan la transferencia de su propiedad a la Abadía de Nonantola si mueren sin herederos. Año 1017.

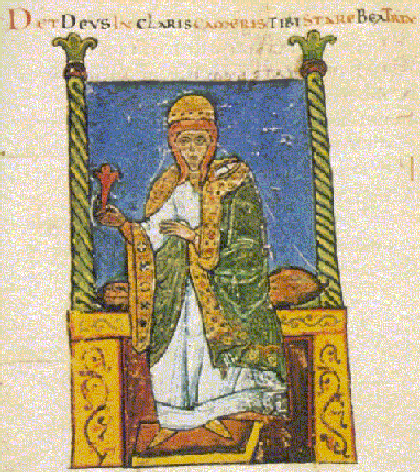
Béatrice de Bar. Del manuscrito Vita Mathildis de Donizone,.

Bonifacio comenzó su carrera en 1014, ayudando al emperador Enrique II a sofocar la rebelión de Arduino de Ivrea,  marqués de Ivrea, que se había proclamado rey de Italia, título real que el emperador no había reconocido.
Antes de 1015, ya estaba casado en primeras nupcias con Richide de Bérgamo, hija de Giselbert, conde palatino.
En 1016, Bonifacio se despliega de nuevo al lado del emperador, esta vez contra el margrave de Turín, Ulrico Manfredi II. En 1020-1021 tuvo que hacer frente a las pretensiones de su hermano Corrado por la sucesión al poder (su padre Tedaldo le había designado heredero único de las posesiones canosianas) y salió victorioso.
En 1027 Bonifacio apoyó la candidatura de Conrado II de Germania por la corona de Italia y la corona imperial contra otros pretendientes: Conrado II entró en Italia, pero en Lucca encontró las puertas cerradas y así depuso a Raniero del cargo de margrave de Toscana, entregando sus tierras y títulos a Bonifacio.
Colaboró activamente en la política del emperador Conrado II y le ayudó en la crisis de la Sucesión de Borgoña (1032-1034): se mantuvo en contacto con los demás fieles del Imperio, como el arzobispo Gebeardo de Rávena y el obispo Adalfredo dr Bolonia; junto con Ariberto da Intimiano participó con sus tropas en la campaña represiva llevada a cabo por el emperador contra el duque Teobaldo de Champaña, que se había atrincherado en 1034 en la fortaleza de Morat (cerca de la actual Friburgo). Bonifacio lideró la acción en primera línea, logrando con gran astucia conquistar la fortaleza y evitando así que el vasallo rebelde consiguiera su principal objetivo: anexionar Borgoña a sus territorios. La acción suscitó una considerable impresión y Bonifacio fue recompensado con grandes regalos del emperador.
En 1037, esposó a Beatriz de Bar (fall. 1076), hija de Federico II de Lorena, duque de Alta Lotaringia y conde de Bar, y sobrina de la eimperatriz Gisela de Suabia, mujer de Conrado II. Este matrimonio le otorgó una fuerte influencia en el Imperio, y quedó expuesto a los celos y maniobras de los otros grandes. Esto le permitió ampliar sus posesiones, a veces a expensas de la Iglesia.
En la Navidad de 1037, Bonifacio intervino en la represión del tumulto antiimperialista que agitaba Parma, que junto a otras ciudades del valle del Po había apoyado a Ariberto en oposición a Corrado II. En 1043, por los servicios prestados al Imperio, recibió el Ducado de Spoleto y Camerino. Mientras tanto, adquirió más territorios entre Parma y Piacenza, mientras que su residencia principal era Mantua.
En 1046 acogió con honor y munificencia a su llegada a Piacenza a Enrique III el Negro, que había llegado a Italia para ser coronado emperador, y a su consorte Inés de Poitou. La relación entre Bonifacio y Enrique, sin embargo, pronto se deterioró, probablemente porque el emperador temía el excesivo poder de Bonifacio en Italia, y parece que en varias ocasiones posteriores intentó arrestarlo o eliminarlo. Por otro lado, Bonifacio pudo contar entre sus aliados a los condes de Tusculum, parientes de papas, y a Guaimario IV de Salerno.
Bonifacio apoyó al partido reformista del papa León IX y estuvo presente en el Sínodo de Pavía en 1049. Sostuvó a la abadía de Pomposa con copiosas donaciones.

### La muerte
Murió en 1052 en San Martino dall'Argine, o en el bosque de Spineda, durante una batida de caza; cuenta la leyenda que fue asesinado a manos de Scarpetta de 'Canevari de Parma, pero en la biografía de Donizone no se menciona ninguna muerte violenta. Fue enterrado en Mantua en la iglesia de San Michele. En cambio, la lápida se encuentra en la Capilla dell'Incoronata, dentro de la catedral de Mantua.
Tras la muerte de sus dos hijos mayores a finales del año siguiente, la condesa Matilde de Toscana, su segunda hija, recogió su herencia.

## Descendencia
Estuvo casado con Richilda, hija del conde de Bérgamo Gisalberto II, y luego en 1037 con Beatriz de Bar. La suntuosa boda se celebró en Marengo, no lejos de Mantua. De la unión nacieron tres hijos:
- Beatrice, que murió joven, antes de diciembre de 1053;
- Federico Bonifacio IV, margrave de Toscana que heredó la propiedad de su padre, pero murió joven, también  antes de diciembre de 1053;
- Matilde, la Gran Contessa, margravina de Toscana, casada con Godofredo III el Barbudo, duque de Baja Lotaringia, y después con Güelfo II de Baviera.